# Béta Crucis
A Béta Crucis (Mimosa, Becrux, β Crucis) a Dél Keresztje csillagkép második legfényesebb csillaga, a kereszt keleti pontját jelzi. Magyarországról nem látható, az északi féltekéről csak a 20. szélességi kör alatt figyelhető meg (pl. Észak-Afrika), a horizont közelében.

## Leírása
A Béta Crucis forró és kék fényű, Béta Cephei típusú változócsillag. Bár vizuális abszolút fényessége csak 3000-szerese a Napénak, az ultraibolya sugárzással együtt fényessége eléri a 34 000-szeres értéket.
Anyagában a Naphoz viszonyítva csak kb. fele annyi fém található (a hidrogénnél és héliumnál nehezebb elem). Ez azt jelenti, hogy meglehetősen fiatal csillagról van szó, korát 10 millió évre becsülik.
Van egy halvány párja, amivel közös tömegközéppontjuk körül 5 évente tesznek meg egy fordulatot, kettejük távolsága 8 CsE.

### Vizuális többes rendszer
A β Crucis első kísérőjét James Dunlop skót származású, Ausztráliában dolgozó csillagász mérte és katalogizálta 1826-ban. Jelenleg mint AC pár a WDS-ben DUN 125 néven található. A főcsillagtól mintegy 6 ívpercre ÉÉK-i irányban helyezkedik el (373,1", PA 23° (2000)) a TYC 8659 874 katalógusszámú, 7,2m fényességű kísérőcsillag. Kb. ötször nagyobb távolságban van, mint a főcsillag, ezért optikai kettősnek nevezzük.
A nagy fényességkülönbség miatt nehezebben észlelhető a rendszer B komponense. Innes, szintén skót származású, de Dél-Afrikában dolgozó csillagász fedezte fel 1901-ben. A 11,4m fényességű társ 2002-es mérés szerint 42,2"-re van a főcsillagtól PA= 326° irányban. A felfedezés óta eltelt 110 év alatt mindössze négy alkalommal mérték. Az AB pár felfedező szerinti neve I 362.
Az AB és AC pár paramétereinek minimális mértékű időbeli változása zömmel a főcsillag sajátmozgásának következménye.